# データハウス
株式会社データハウスは、日本の出版社。2025年5月末日をもって出版事業を停止した。

## 概要
それまで編集プロダクションに勤めていた鵜野義嗣が設立。初期は社名のとおりデータを集めた書籍を出すスタイルで、最初の出版物は1983年10月に出た情報研究所編『田中角栄最新データ集』。2万部刷り、売れたのは1万部。次に制作したトリビア集『おもしろすぎるデータハウス』（1984年、版元は情報研究所名義）が8万部のヒットとなる。3冊目の『悪の手引書』（1984年）で危ない本・タブー本の路線を開拓。
しばらく売れ行きが低迷し、タレント本路線を狙い、『吉本興業商品カタログ』（1985年10月）を出すが、想定よりも売れなかった。しかし長門裕之が芸能界入りしてからの女性遍歴を実名で書いた暴露本『洋子へ　長門裕之の愛の落書集』（1985年11月）が、テレビのワイドショーで連日取り上げられセンセーショナルな事態となる。最終的に40万部を売り上げた。
1986年10月、『東大理3の92人: 天才たちのメッセ-ジ』を出版。東京大学理科三類の合格者に直接インタビューした内容で構成され、以後2024年まで毎年シリーズとして出版される。（2025年以降は、出版元が笠間書院に変更された）
1992年に飛鳥新社が『サザエさん』の研究本『磯野家の謎』（東京サザエさん学会編）を出版し200万部前後の大ヒットとなると、データハウスは翌年に『サザエさんの秘密』（世田谷サザエさん研究会）を出版、50万部を超える部数を売り上げた。これ以後、データハウスはマンガ・アニメなどのトリビアを取り上げた「謎本」を多数出版した。
1990年代の鬼畜・悪趣味ブームでは数多くの鬼畜本を出版。青山正明編集のムック『危ない1号』は「鬼畜系」の象徴となり30万部を売り上げた。しかし2000年に発生した一連の爆弾事件で犯人が同社刊行の『危ない28号』を参考に爆発物を製造したと供述したため、刊行済みだった第5巻を最後に廃刊を余儀なくされる。
2025年5月、出版事業を停止することを自社Webサイトで告知した。

## 代表
社長の鵜野義嗣は、伊豆で「怪しい少年少女博物館」「ねこの博物館」「まぼろし博覧会」などの企画・経営も行う。滋賀県の佃煮屋の子として生まれ、日本大学法学部卒業後、仲間とともに「現代の世界を研究する研究所」を作り、学生向けの教材製作を請け負う。そのときのスタッフとともに35歳でデータハウスを設立。